# Liste de scientifiques d'Ifriqiya

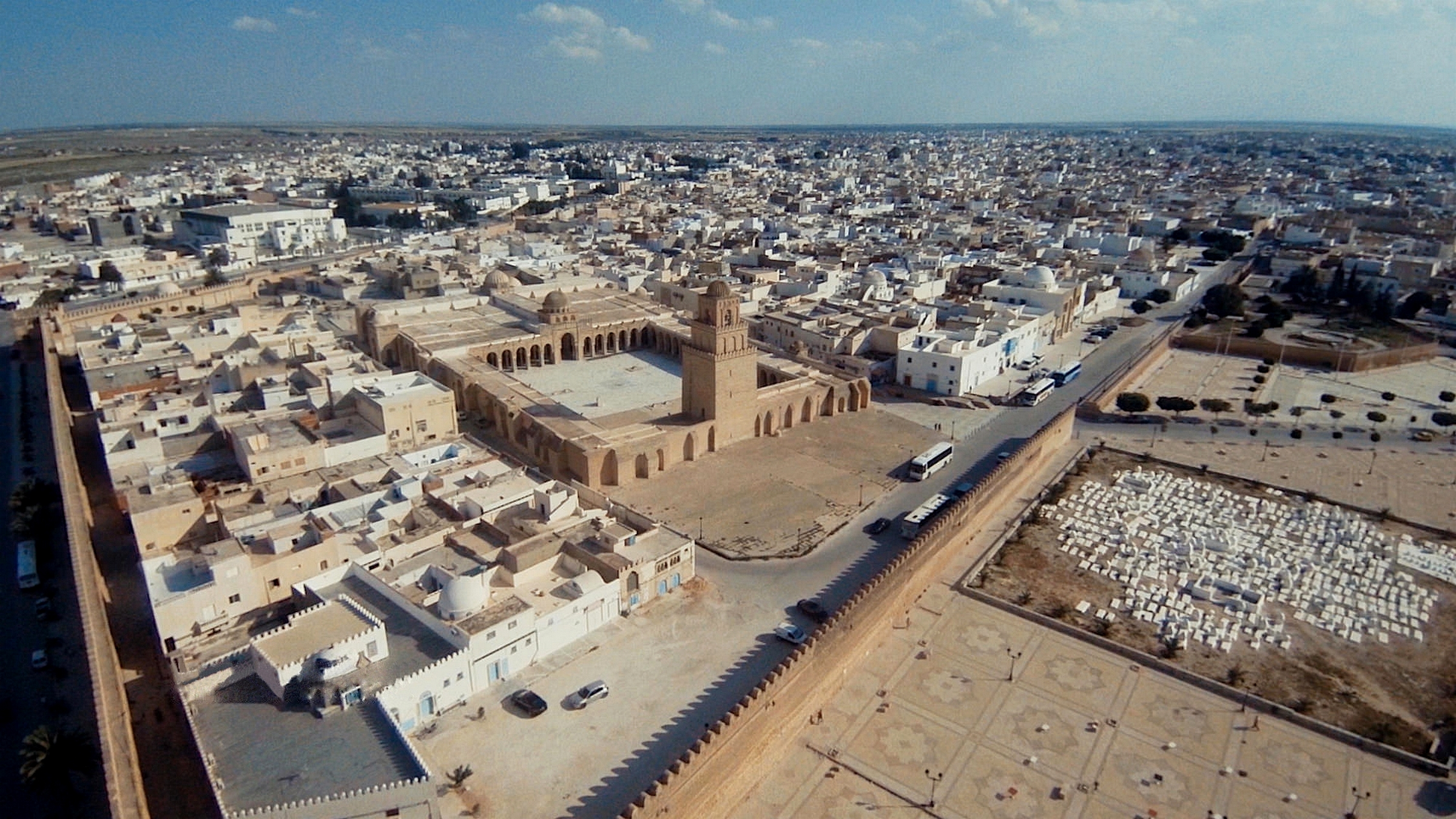
Grande Mosquée de Kairouan.

Généralement, l’époque médiévale s’accompagnait avec la période d’or du développement intellectuel, littéraire et scientifique du monde arabe. Particulièrement, la Tunisie ou Ifriqiya a connu la naissance de plusieurs pionniers scientifiques au cours de la splendeur de la civilisation arabo-musulmane.
Bien que les scientifiques de la Tunisie soient masculins pour des raisons parfaitement sociales, les scientifiques tunisiens avaient une formation solide au sein de la Grande Mosquée de Kairouan, était généralistes et excellaient au niveau des sciences exactes aussi bien qu’aux sciences sociales. Néanmoins, cet éclat va diminuer après la fin du XIe siècle avec la détérioration de l’école scientifique de Kairouan et on ne reconnaîtra par la suite que l'apparition de deux scientifiques prestigieux qui sont Ibn Khaldoun et Ibn Arafa. Ce retour modeste d’éclat est expliqué en effet par la création hafside de l’université Zitouna spécialisée notamment en sciences humaines et sociales et l’immigration des scientifiques andalous de l'Espagne en raison du déclin aigu des almohades.
Les scientifiques de cette époque sont Imam Sahnoun, Ibn Al Jazzar, Abou al-Hassan al-Housri, Sidi Ali Ben Ziyad, Assad ibn al-Furat, Ibn Charaf, Ibn Rachiq, Ibn Chabbat, Ibn Arafa, Ibn Khaldoun et Yahya Ibn Khaldoun.

## Imam Sahnoun
Imam Sahnoun, de son vrai nom Sahnoun ibn Saïd ibn Habib at-Tanukhi (سحنون بن سعيد التنوخي), né vers 776 et décédé vers 854 (160-240 selon le calendrier musulman), est un juriste malékite de l'école de Kairouan (actuelle Tunisie).
Durant sa jeunesse, Imam Sahnoun étudie sous la direction de penseurs de Kairouan et Tunis, en particulier Ali Ben Ziyad instruit auprès de Mâlik ibn Anas. En 178 de l'hégire, il se rend en Égypte pour étudier auprès d'autres disciples de Malik qui meurt avant que Sahnoun ait eu les moyens financiers de lui rendre visite. Par la suite, il se rend à Médine et étudie auprès d'influents intellectuels, ne retournant en Afrique du Nord qu'en 191 de l'hégire.
À l'âge de 74 ans, Imam Sahnoun est nommé cadi d'Afrique du Nord au nom de la dynastie aghlabide et a été connu pour son combat contre les fraudes et la corruption.
Imam Sahnoun meurt durant le mois de rajab de l'année 240 de l'hégire tout en laissant une série de publications. L'entourage de l'émir refuse alors de se joindre aux prières funèbres en raison de sa dureté envers eux. Dans le même temps, la population de Kairouan est très touchée par sa disparition.

## Ibn Al Jazzar

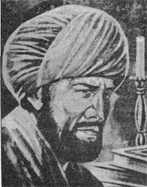
Représentation d'Ibn Al Jazzar

Ibn Al Jazzar, de son nom complet Abū Ja'far Ahmad Ibn Ibrāhīm Ibn Abī Khālid Ibn Al Jazzar (ابو جعفر احمد ابن ابراهيم ابن ابى خالد ابن الجزار), né vers 898 à Kairouan et décédé vers 980 à Kairouan, est un médecin de l'Ifriqiya (Tunisie actuelle) ayant vécu aux IXe et Xe siècles.
Il grandit dans une famille de médecins, ce qui le conduit à suivre le parcours de son père et de son oncle comme il est d'usage à l'époque. En effet, certains métiers sont alors spécifiques à des familles, comme dans l'enseignement et la médecine. Pendant son enfance et sa jeunesse, Ibn Al Jazzar reçoit un enseignement pluridisciplinaire comme le veulent les usages et la méthodologie en vogue à Kairouan : il apprend le Coran, étudie le fiqh, la sunna, les hadiths, la grammaire et la littérature arabe. Il apprend également la médecine auprès de son père et de son oncle, ainsi qu'auprès d'Isaac Israeli ben Salomon.
Il rédige à son tour des ouvrages de grammaire et d'histoire et compose de la poésie. Il finit par surpasser Isaac Israeli ben Salomon par le nombre de ses ouvrages, leur diversité, leur apport, leur méthodologie, l'importance de leur contenu, leur diffusion et la persistance de leur influence à travers le temps. Il rédige notamment un ouvrage de médecine destiné aux pauvres, une prédisposition sociale peu courante à l'époque. Grâce à ses qualités personnelles et à sa connaissance de la médecine, les Kairouanais viennent en nombre se faire soigner chez lui où il consulte mais enseigne également. Il prépare lui-même les médicaments (sirops, onguents, comprimés ou autres) et les confie à un domestique qui, assis dans le vestibule de la maison, les transmet à leurs destinataires, tout en encaissant le prix du remède et les honoraires du médecin. Si l'on ignore leurs montants, Ibn Al Jazzar laisse à sa mort une fortune splendide et une série de livres ; ces derniers, écrits au calame sur des peaux traitées, ont alors une grande valeur. En effet, il écrit à propos de plusieurs sujets médicaux innovants à l'époque comme la pédiatrie et la gériatrie et ce fait lui rendit une référence de l'ère.

## Abou al-Hassan al-Housri
Abou al-Hassan al-Housri (أبو الحسن الحصري), de son vrai nom Abou al-Hassan Ali Ibn Abdelghani al-Fehri (أبو الحسن علي بن عبد الغني الفهري), né en 1029 à Kairouan et décédé en 1095 à Tanger, est un poète tunisien.
Descendant de la lignée des Quraych et d'Oqba Ibn Nafi Al Fihri, il naît à Kairouan en 1029 (soit 420 dans le calendrier musulman). Il est le cousin par sa mère du poète Abou Ishak al-Housri, également natif de Kairouan. Sa mère meurt alors qu'il est jeune et, comme il est aveugle, son père l'aide dans l'étude du Coran, des hadîths, du fiqh et de la littérature. Maîtrisant la langue arabe et l’art poétique, il devient professeur à Kairouan et écrit plusieurs œuvres en rapport avec la poésie et la littérature.

## Sidi Ali Ben Ziyad
Sidi Ali Ben Ziyad ou Sidi Ali Ben Zayed est un saint et jurisconsulte tunisien d'origine persane.
Né à Tripoli, il passe sa jeunesse à Kairouan, où il entreprend des études de théologie et de droit islamique, avant de se fixer à Tunis où il enseigne jusqu'à sa mort survenue à la fin du VIIIe siècle.
Traditionaliste, c'est auprès de lui que les oulémas kairouanais les plus illustres apprennent les hadîths. Parmi eux figurent Imam Sahnoun, al-Bahloul Ibn Rachid, Sajara Ibn Issa al-Maârifi et Assad ibn al-Furat, théologien et homme de guerre qui entreprendra la conquête de la Sicile.
Sa modestie est telle que lorsque le gouverneur de l'Ifriqiya le fait demander à Kairouan, Ben Zayed entre dans la ville monté sur son âne. Il refuse alors le poste de grand cadi qui lui est offert et repart le soir même pour Tunis, accompagné jusqu'à la nuit tombante par les plus illustres oulémas de Kairouan.
Sa réputation de sainteté, forgée après sa mort, lui confère une aura telle que plusieurs notables et gouvernants désirent se faire enterrer à ses côtés. Son mausolée se trouve toujours au bout de la rue qui porte son nom, derrière le Dar El Bey, dans la médina de Tunis.

## Assad ibn al-Furat
Assad ibn al-Furat (أسد بن فرات), également orthographié Asad ibn al-Furat, né en 759 à Kairouan en Tunisie (anciennement Ifriqiya) et décédé en 828 à Syracuse, en Sicile, est un juriste et théologien de l'Ifriqiya.
Sa famille est originaire de Harran (Mésopotamie) mais son père avait ensuite émigré en Ifriqiya, alors constituée de la Tunisie, de l'Est algérien et de l'Ouest libyen. Le nom Assad signifie « Lion » et son nom complet « Lion fils de l'Euphrate ».
Assad étudie la religion à Médine auprès de Mâlik ibn Anas et de son élève Ibn Wahb, fondateurs de l'école malékite, puis est envoyé par l'imam Mâlik à Koufa, auprès de Mouhammad Al-Shaybânî, après avoir reconnu en lui des qualités compatibles avec les pratiques des hanafites.
Il résume ses conceptions juridiques dans Assadiyya qui aura une grande influence en Ifriqiya.
Grand savant malékite et hanafite, il fait partie des « successeurs des successeurs », deuxième génération après l'époque du prophète Mahomet. Il est nommé cadi de Kairouan par les Aghlabides, alors vassaux des Abbassides. Il entre en conflit avec Ziadet-Allah Ier (816-838) auquel il reproche son mode de vie trop luxueux. Il est alors nommé chef d'une expédition contre la Sicile byzantine. Assad, avec les troupes arabes, arrive en Sicile en 827. Après une victoire sur les troupes byzantines, l'armée musulmane arrive jusqu'aux portes de Syracuse mais ne peut toutefois pas conquérir la ville. Assad y meurt de la peste.
En tant qu'hanafite, Assad a joué un rôle majeur dans les règlements de conflits entre les malékites de Kairouan. Il sut affermir la théorie juridique hanafite comme base de la jurisprudence dans l'Ifriqiya des Aghlabides. Bien que le rite malékite soit né à Médine, Assad Ibn al-Furat et Sahnun Ibn Sa'id, fondateur de l'école malékite ifriqiyenne, ont su le reformuler à Kairouan.

## Ibn Charaf
Ibn Charaf, de son nom complet Abu Abdallah Muhammad Ibn Charaf al-Qayrawani, né vers l'an 1000 à Kairouan et mort en 1067 à Séville, est un écrivain et poète arabe de l'époque ziride.
Il est, avec son grand rival Ibn Rachik, l'une des figures majeures de la littérature tunisienne médiévale. Grand théoricien de la poétique, il concilie la rigueur de l'écrivain et l'intuition de l'artiste.

## Ibn Rachik

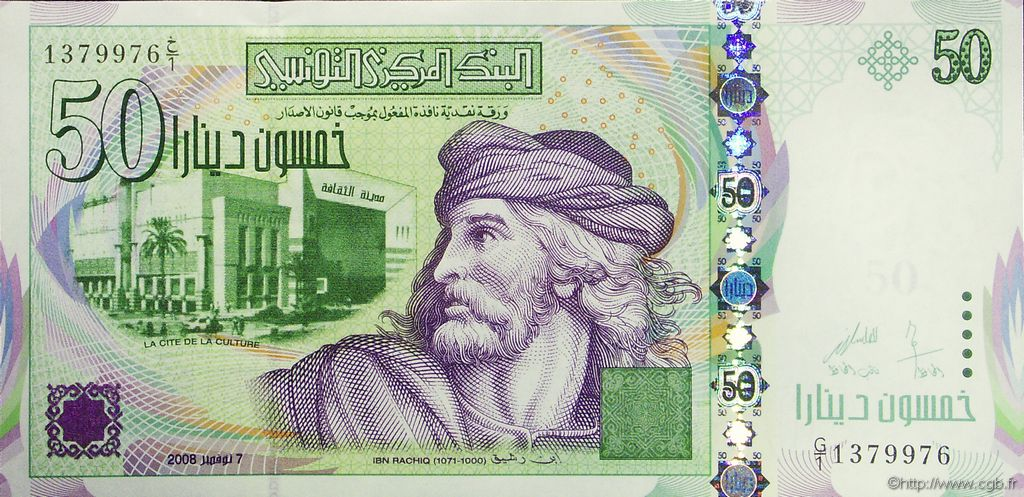
Portrait d'Ibn Rachik figure sur le billet de 50 dinars tunisiens en circulation du 25 juillet 2009 au 20 mars 2011

Ibn Rachik ou Ibn Rachiq, de son nom complet Abū ʿAlī Ḥasan Ibn Rašīq alias al-Kairawānī (ابن رشيق القيرواني), né vers l'an 1000 (390 du calendrier musulman) à Mohammediyya (actuelle M'Sila en Algérie) et décédé le 15 octobre 1064, est un écrivain et poète de l'Ifriqiya.
Il grandit à Mohammediyya et étudie tout en apprenant le métier de son père : la joaillerie. Il s'intéresse rapidement à la littérature et rédige ses premiers poèmes. Il décide ensuite de se rendre à Kairouan, capitale des sciences et du savoir de l'époque, en 1015. Il y fréquente les grands maîtres et savants de l'époque, à l'instar de Mohamed Ibn Jaʿfar al-Kazzaz Temimī et Abū Isḥāq Ibrahīm al-Ḥuṣari, et approfondit ses connaissances auprès de ces derniers. Il s'occupe parallèlement d'activités commerciales.
Comme il est un poète du palais, il acquiert rapidement sa célébrité tout en élargissant son domaine d'intérêt à l'histoire de la littérature et en développant ses compétences en critique et en théorie de l'art poétique et ceci va lui servir à écrire des œuvres de référence en rapport avec la littérature et la poésie.

## Ibn Chabbat

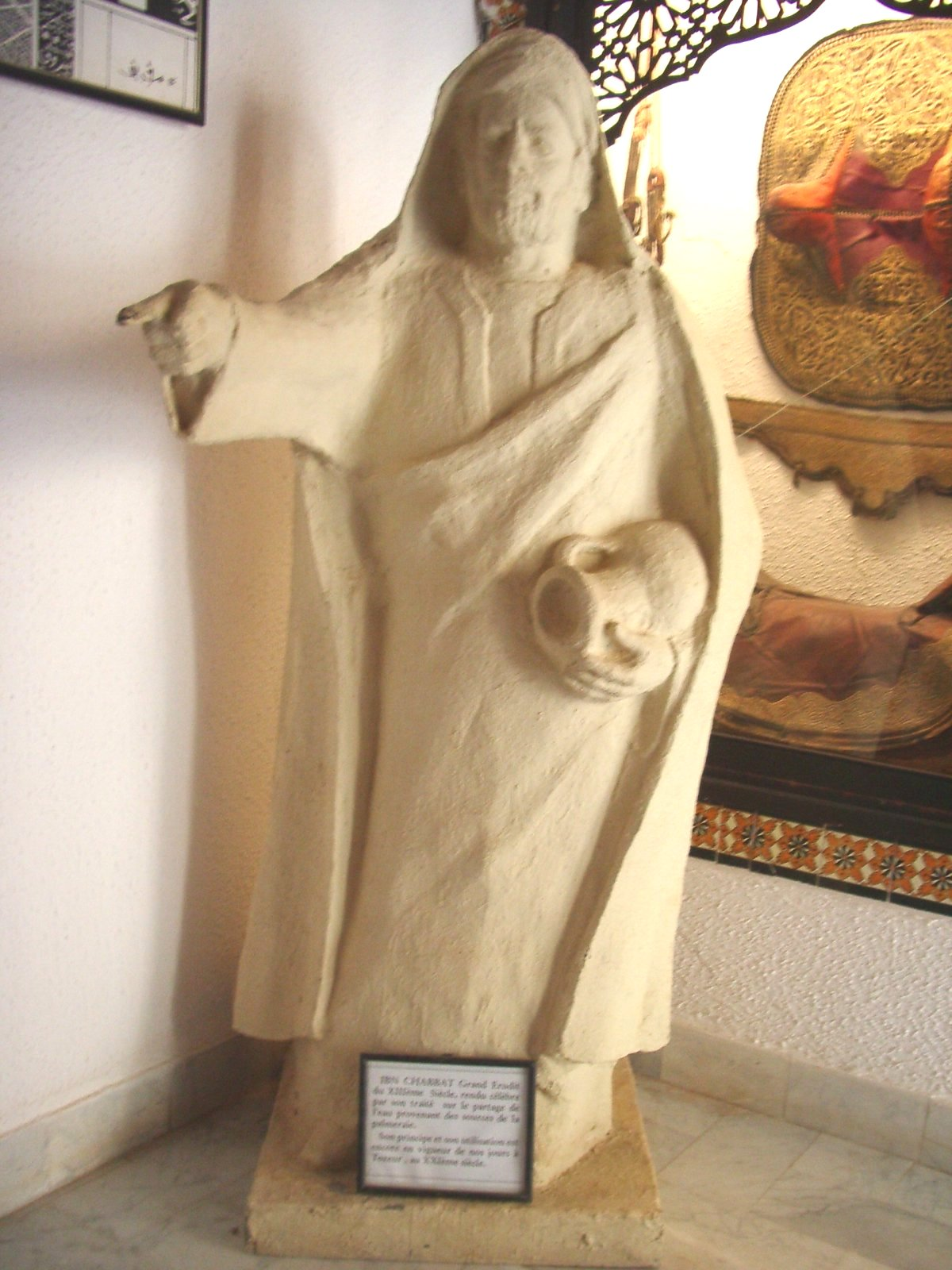
Statue représentant Ibn Chabbat au musée Dar Cheraït

Ibn Chabbat (ابن شباط), de son vrai nom Mohamed Ben Ali Ben Mohamed Ben Ali, né le 16 octobre 1221 et décédé le 17 juin 1285, est un homme de lettres et de sciences tunisien originaire de Tozeur. Il a contribué à la fois à la vie littéraire et à la vie sociale de son pays ainsi qu'il est le premier à écrire une œuvre spécialisée en irrigation

## Ibn Khaldoun

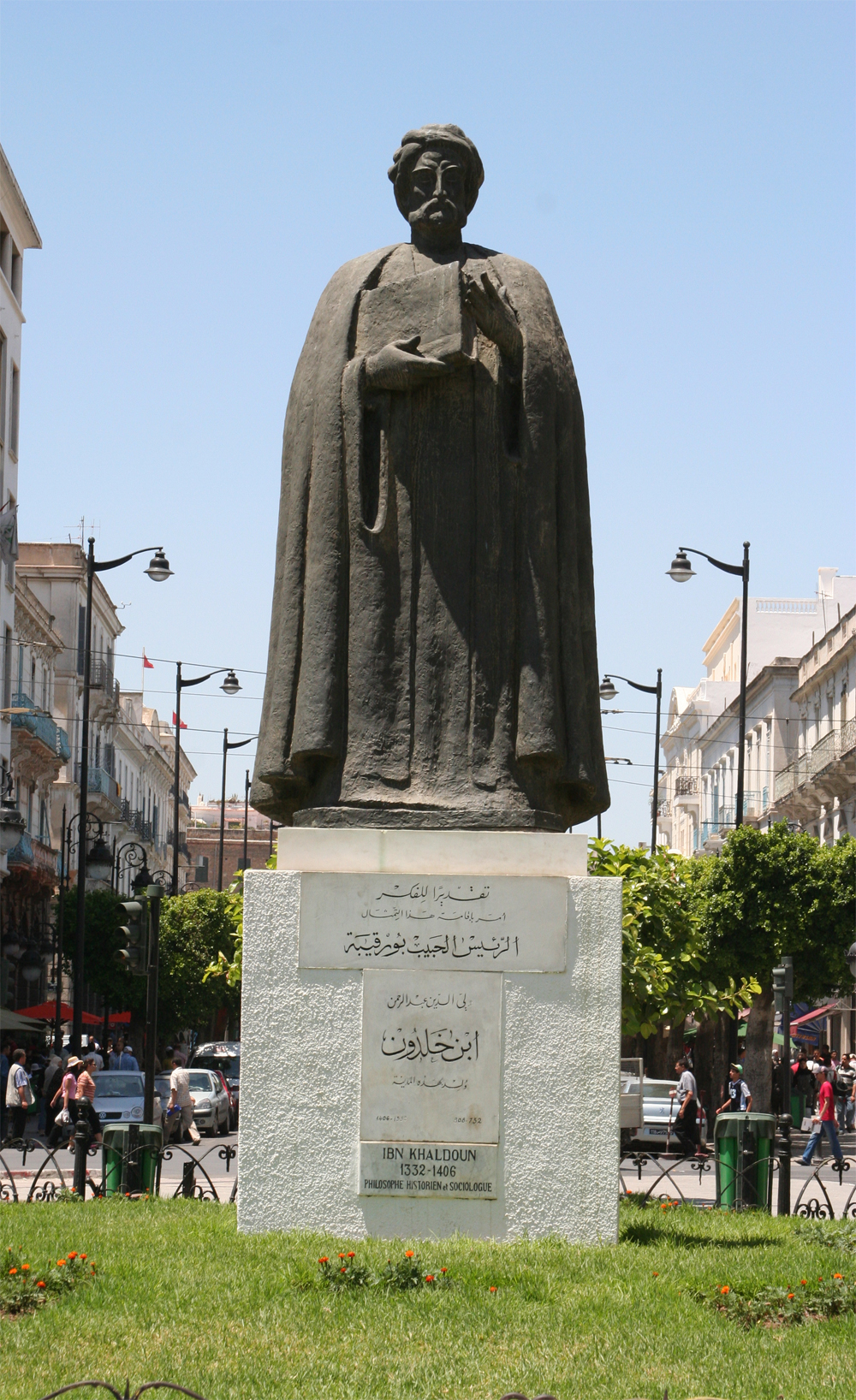
Statue d'Ibn Khaldoun réalisée par Zoubeir Turki sur la place de l'Indépendance, à Tunis

Ibn Khaldoun, en arabe ابن خلدون (ibn khldoun), de son nom complet Abou Zeid Abd ur-Rahman Bin Mohamad Bin Khaldoun al-Hadrami, (né le 27 mai 1332 à Tunis et mort le 17 mars 1406 au Caire), est un historien, philosophe, diplomate et homme politique arabe.
Sa façon d'analyser les changements sociaux et politiques qu'il a observés dans le Maghreb et l'Espagne de son époque a conduit à considérer Ibn Khaldoun comme un « précurseur de la sociologie moderne ».
Ibn Khaldoun est aussi un historien de premier plan auquel on doit la Muqaddima (traduite en Prolégomènes et qui est en fait son Introduction à l'histoire universelle et à la sociologie moderne) et Le Livre des exemples ou Livre des considérations sur l'histoire des Arabes, des Persans et des Berbères. Dans ces deux ouvrages résolument modernes dans leur méthode, Ibn Khaldoun insiste dès le début sur l'importance des sources, de leur authenticité et de leur vérification à l'aune de critères purement rationnels. Georges Marçais affirme que « l'œuvre d'Ibn Khaldoun est un des ouvrages les plus substantiels et les plus intéressants qu'ait produit l'esprit humain » et ceci est vrai. En effet, Arthur Laffer le considère comme une référence de sa courbe.

## Ibn Arafa
Ibn Arafa, de son nom complet Mohammed ben Mohammed ben Arafa al-Werghemmi, né en 1316 à Tunis et décédé en 1401 à Tunis, est un imam tunisien, le plus illustre représentant de l'islam malikite à l'époque hafside.
Originaire du sud-est de la Tunisie, sa connaissance du droit, de la grammaire, de la rhétorique, des mathématiques et de la médecine lui permet de devenir mufti puis de diriger la prestigieuse mosquée Zitouna ainsi que son université pendant plusieurs années.
Farouche défenseur de l'islam malékite le plus orthodoxe, il n'hésite pas à entrer en conflit direct avec plusieurs soufis de son époque dont l'ésotérisme et la pratique religieuse sont à ses yeux à la limite des préceptes de l'islam et de l'entendement des fidèles ; il entre également en conflit avec Ibn Khaldoun dont il soupçonne les rapprochements avec le pouvoir en place. Ceux-ci accuseront à leur tour Ibn Arafa de jalouser leur grande popularité.
Ibn Arafa reste néanmoins le théologien d'un malékisme strict et épuré, indépendant du pouvoir et surtout résolument affirmé en Tunisie. Il est également l'auteur de nombreux ouvrages traitant du droit, de la théologie et de la logique et conservés à la Zitouna.

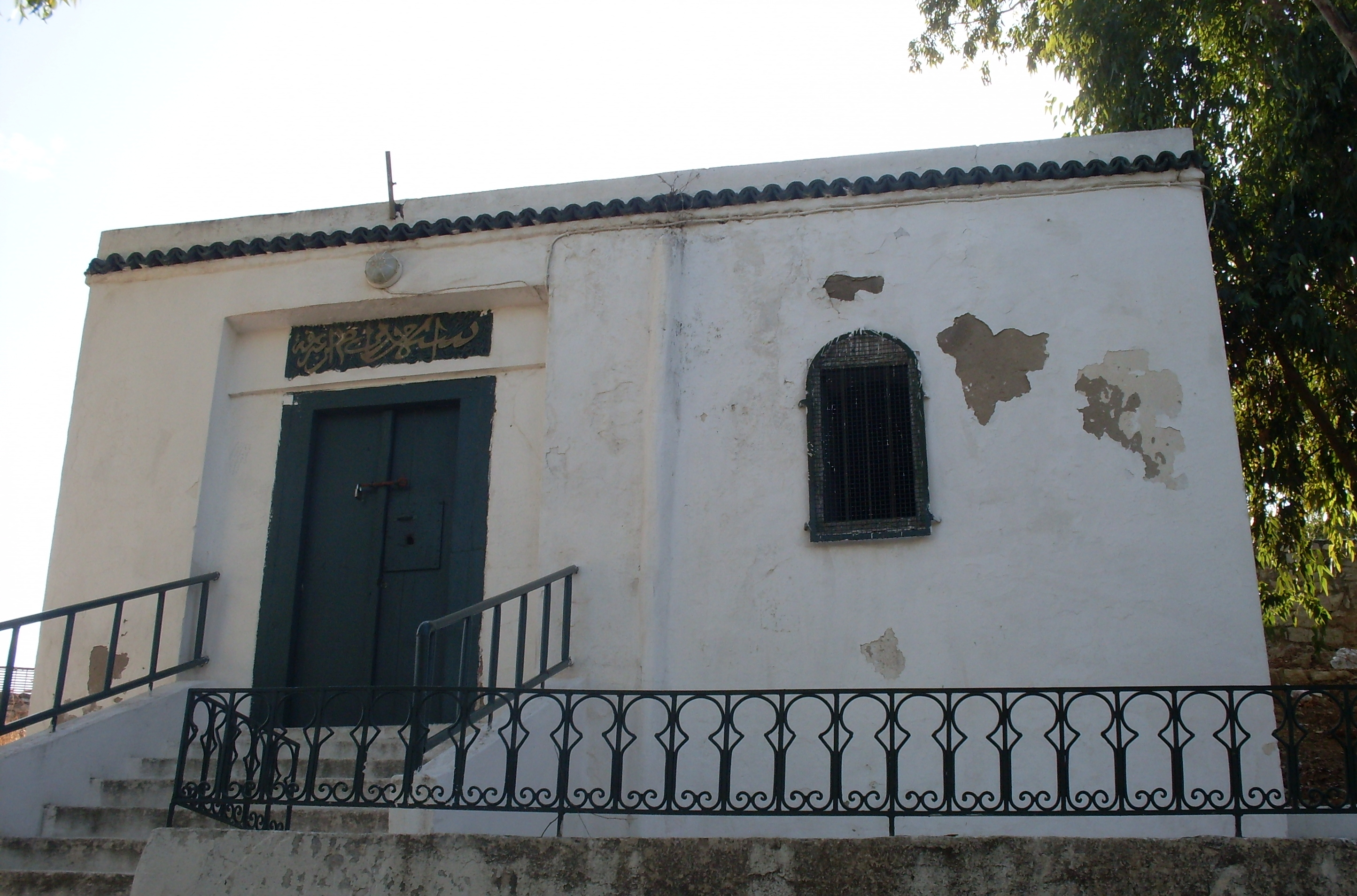
Mausolée d'Ibn Arafa au Djellaz

À sa mort en 1401, il est inhumé au cimetière du Djellaz ; sa maison de la médina de Tunis a été conservée dans son état le plus ancien et classée monument historique.